# 名取市立相互台小学校
名取市立相互台小学校（なとりしりつ そうごだいしょうがっこう）は宮城県名取市にある公立小学校である。

## 概要
- 1989年（平成元年）に完成した相互台団地の人口増加に伴い、名取市10番目の小学校として相互台小学校が開校した[1]。

## 学区
高舘熊野堂の一部、相互台、相互台東

## 沿革
出典
- 1989年（平成元年） - 相互台地区に小学校建設計画を策定。
- 1994年（平成6年）
  - 7月 - 校名を「名取市立相互台小学校」と決定。
  - 年内 - 校章決定。
- 1996年（平成8年）
  - 4月 - 名取市立高舘小学校より分離し、開校[4]。開校式挙行し、PTA設立総会開催。
  - 10月 - 落成式挙行し、祝賀会開催。
- 1997年（平成9年）2月 - 校歌制定披露式挙行。
- 1998年（平成10年）1月 - 校木「もみの木」植樹。
- 1999年（平成11年）3月 - 「もみの木児童会の歌」制定。同月、仮設校舎建設。
- 2000年（平成12年）2月 - コンピュータ導入。
- 2001年（平成13年）3月 - 体育館北側駐車場整備。
- 2002年（平成14年）5月 - 学校評議員制度導入。
- 2004年（平成16年）10月 - インターネット回線をADSL化。
- 2005年（平成17年）10月 - 開校10周年記念お祝いの会開催。
- 2006年（平成18年）
  - 4月 - 「子どもの安全を守り隊」発足。
  - 5月 - 「相互台地区大運動会」を学校と地域との共催で開催。
- 2012年（平成24年）9月 - 尚絅大学連携事業開始。
- 2014年（平成26年）8月 - 保健室にエアコン設置。
- 2015年（平成27年）8月 - 太陽光パネル設置。
- 2017年（平成29年）9月 - 通級指導教室「にこにこルーム」開設。
- 2020年（令和2年）3月 - 新型コロナウイルスの影響で臨時休校。
- 2021年（令和3年）3月 - 学級増対応のための仮設校舎完成。

## 学校教育目標
- 自主性・創造性に富み、心身共に健康で心豊かな児童を育成する[4]。

## 校木
- 平成10年1月 校木「もみの木」植樹